# Regine Vergeen
Regine Vergeen (1943, Berlín, Alemania) es una actriz alemana, que ha sido reconocida por participar en: Rennschwein Rudi Rüssel (2008), El lugar del crimen (1978-2002) o Die Vampirschwestern (2012).

## Filmografía
| Año       | Título                                               | Personaje                                                                  |
| --------- | ---------------------------------------------------- | -------------------------------------------------------------------------- |
| 2020      | Modell Olimpia                                       | Mutter des Uhrmachers                                                      |
| 2019      | Mit der Tür ins Haus                                 | Tante Sissi                                                                |
| 2012      | Die siderische Nacht                                 |                                                                            |
| 2012      | Die Vampirishwestern                                 | Abuela Rose                                                                |
| 2008-2010 | Rennschwein Rudi Rüssel                              | Abuela Betty                                                               |
| 2007      | Ein Teufel für Familie Enger                         | Frau Gräfin                                                                |
| 2007      | Sehnsucht nach Rímini                                | Josefine Schatz                                                            |
| 2005      | Was für ein schöner Tag                              | Diers                                                                      |
| 2003      | SOKO Leipzig                                         | Margit Fenselau                                                            |
| 1993-2003 | Der Landzart                                         | Alma Fletsch / Maria Fletsch                                               |
| 2002      | Gothic II                                            | Hilda, Fenia, Hanna, Edda, Lucy, Vanja, Rosi, Rega, Thekla, Maria, Sagitta |
| 1978-2002 | El lugar del crimen                                  | Haftrichterin Seelig / Ingrid Zobel / Frau Binder                          |
| 2002      | Storno                                               | Elsbet                                                                     |
| 2002      | Der kleine Mönch                                     | Wilma Bracke                                                               |
| 1999      | Un caso para dos                                     |                                                                            |
| 1999      | Oi! Warning                                          | Katharina                                                                  |
| 1999      | Florian - Liebe aus ganzem Herzen                    | Bertram                                                                    |
| 1997      | OP ruft Dr. Bruckner - Die besten Ärzte Deutschlands | Maria                                                                      |
| 1996      | Tresko - Amigo Affäre                                |                                                                            |
| 1995      | KüB minch!                                           | Profesora                                                                  |
| 1995      | Westerdeich                                          | Renate Schulz                                                              |
| 1994      | Die Gerichtsreporterin                               | Dr. Kreuzer                                                                |
| 1989      | Letzten Sommer in Kreuzberg                          | Chefin                                                                     |
| 1989      | Schwarzenberg                                        | Berta Kadletz                                                              |
| 1988      | El investigador                                      | Doris                                                                      |
| 1986      | Mademoiselle Fifi                                    | Eve                                                                        |
| 1982      | Schlaflose Tage                                      |                                                                            |
| 1979      | Das tausendunderste Jahr                             |                                                                            |
| 1979      | Kläger und Beklagte                                  | Richterin Tausch                                                           |
| 1978      | Amor                                                 |                                                                            |
| 1975      | Nach der Scheidung                                   | Bärbel Kowalski                                                            |